# Le Temps d'aimer (film, 2023)
Pour les articles homonymes, voir Le Temps d'aimer.
Pour plus de détails, voir Fiche technique et Distribution.
Le Temps d'aimer est un film franco-belge réalisé par Katell Quillévéré, sorti en 2023.
Il est présenté hors compétition dans la section « Cannes Première » et en compétition pour la Queer Palm, au festival de Cannes 2023.

## Synopsis
1947. Madeleine a été tondue à la Libération pour avoir fréquenté un officier allemand dont elle s'est retrouvée enceinte. À présent mère célibataire, elle travaille comme serveuse dans un hôtel-restaurant de la côte bretonne où son passé n'est pas connu. Elle rencontre François, un jeune étudiant, secret, riche et cultivé. Ils vont être attirés l'un vers l'autre, alors que chacun renferme un secret.

## Fiche technique
Sauf indication contraire, les informations mentionnées dans cette section peuvent être confirmées par la base de données cinématographiques Unifrance,  présente dans la section « Liens externes ».
- Titre original : Le Temps d'aimer
- Réalisation : Katell Quillévéré
- Scénario : Katell Quillévéré et Gilles Taurand
- Musique : Amine Bouhafa
- Décors : Florian Sanson
- Costumes : Rachèle Raoult
- Photographie : Tom Harari
- Son : Thomas Grimm-Landsberg
- Montage : Jean-Baptiste Morin
- Production : Philippe Martin, Jean-Yves Roubin, Justin Taurand, David Thion et Cassandre Warnauts
- Sociétés de production : Les Films du Bélier, Les Films Pelléas et Frakas Productions ; France 2 Cinéma et Frakas Productions (coproductions)
- Sociétés de distribution : Gaumont (France), Cinéart (Belgique)
- Budget : 9,2 millions €[1]
- Pays de production :  France,  Belgique
- Langue originale : français
- Format : couleur
- Genre : drame
- Durée : 125 minutes
- Dates de sortie :
  - France : 20 mai 2023 (Festival de Cannes) ; 29 novembre 2023 (sortie nationale)
  - Belgique : 29 novembre 2023

## Distribution
- Anaïs Demoustier : Madeleine Delambre, née Villedieu
- Vincent Lacoste : François Delambre
- Morgan Bailey : Jimmy, le GI
- Hélios Karyo : Daniel, 5 ans
- Josse Capet : Daniel, 10 ans
- Paul Beaurepaire : Daniel, 18 ans
- Margot Ringard Oldra : Jeanne, 7/8 ans
- Ambre Gollut : Marthe, la serveuse de Beaurivage
- Luc Bataini : le maître d'hôtel Beaurivage
- Virginie Tardy : la patronne d'hôtel Beaurivage
- Marc Brunet : le maire du mariage de Madeleine et François
- Vincent Schmitt : le proviseur
- Thibault Maunoury : un GI provocateur
- Simon Rérolle : un GI
- Maud Léone : la chanteuse du Rodéo Club
- Dylan Hawkes : Rémi
- Michel Masiero : Henri
- Adrien Casse : Jean, l'étudiant amant de François
- Jean-Noël Martin : le père de Jean
- Stéphane Mercoyrol : inspecteur de police 1
- Romain Franscico : inspecteur de police 2
- Bertrand Bossard : le commissaire

## Production

### Genèse et développement
Début avril 2019, lors d'un entretien avec La Montagne, Katell Quillévéré dit parfaire le scénario de son prochain film, déjà intitulé Le Temps d'aimer, « une saga familiale sur deux générations après la Seconde Guerre mondiale ». Cette histoire a « un point de départ biographique », celle de sa grand-mère qui a eu une relation avec un soldat allemand, lorsqu'elle avait 17 ans pendant l’Occupation, avant de tomber enceinte, devenir mère célibataire et rencontrer un autre homme, son grand-père, 4 ans plus tard, sur une plage en Bretagne : « […] tout le reste du film est totalement fictionné, loin de mon histoire familiale. Nous avons inventé et écrit cette histoire avec Gilles Taurand. »

« Ce qui est intéressant avec les années 1950, c’est qu’il s’agit d’une époque d’après-guerre durant laquelle les gens avaient tous des blessures secrètes. Ils étaient hantés par la mort et par les regrets. C’est une époque qui est très riche en matière de fiction. Mais c’est aussi une époque qui était très corsetée, très puritaine. C’est une sorte d’écrin révélateur pour les problématiques qui sont celles du film : le mensonge, la honte, l’amour et la sexualité. Le film a été pensé comme un dialogue entre le passé et le présent. »

— Katell Quillévéré
Le projet est produit par Justin Taurand, pour Les Films du Bélier, avec David Thion et Philippe Martin, pour Les Films Pelléas, ainsi que les Belges de Frakas Productions et de la Radio-télévision belge de la Communauté française (RTBF), et coproduit par France 2 Cinéma et Gaumont.
En décembre 2021, alors que le tournage est annoncé au printemps 2022, à Châteauroux, en région Centre-Val de Loire, la réalisatrice y est déjà « en quête de témoignages sur la vie nocturne de Châteauroux à cette époque [les années 1950], dans le souci de la retranscrire le plus fidèlement possible. Quelles étaient les boissons, quelles musiques étaient écoutées, quelles tenues étaient portées ? Et aussi, quels étaient les rapports entre les Afro-Américains de la base et la population locale ? »

### Tournage
|  |

Le tournage commence le 9 mai 2022, en Bretagne. Les équipes passent d'abord à Douarnenez, dans le Finistère, pour la façade d'une maison de la rue Hervé-Julien, puis à Locronan pour la place de l'Église et le cimetière jusqu'au 15 mai.
Le lendemain, elles s'installent tout au long de la semaine, jusqu'au 20 mai, à Dinard, en Ille-et-Vilaine, et filment en extérieurs la villa Les Roches Brunes — la maison de François dans le film — et l’hôtel Printania — le restaurant où travaille Madeleine comme serveuse —, ainsi que l’immeuble Brise-Lame et la plage de Saint-Énogat.
Le 13 juin, les équipes se retrouvent à Magny-en-Vexin, en Val-d'Oise, pour tourner dans les rues Villeroy, du Cygne et de l’Hôtel-de-Ville, ainsi que le passage de la Ferronnerie, durant cinq jours.
Le tournage a également lieu à Paris, à la fin du mois de juin 2022, gare d'Austerlitz, où une partie de la gare est reconstituée à l'identique des années 1950, avec une locomotive à vapeur et d’anciennes voitures, ainsi que rue de Madrid, dans le 8e arrondissement, où se trouve l'appartement de la famille.
Les prises de vues prennent fin le 13 juillet 2022.

## Musique
La musique du film est composée par Amine Bouhafa qui retrouve Katell Quillévéré après la série télévisée Le Monde de demain (2022).
Dans le film figurent les chansons suivantes :
- Julia Delaney, par Domaine Publk / Barde
- Swinging Good Times, par David Llong
- Chicken Reel, par Terence Gadsden
- Jumpin' Jive, par Cab Calloway et son orchestre
- Smoking Gun, par Brad Segal & Nicolaas tenBroek
- The Yellow Rose of Texas, par Don George
- Grand hôtel, par Alain Bernard Denis
- Plus je t'embrasse, par Blossom Dearie
- Good Ole Country Bumpkins, par Oded Tzur et Daniel Alcher
- Wherever You Are, par Dave Anthell
- Baby Be Mine, par Robert I. Walsh et James Fabio Moore
- Since You've Been Gone, par Chegory Sweiney, Gergi Kapsalis et Steve Geotzer
- Bad Boy, par Id Bell / Kandy Guira, Jowee et Oliver Smith
- Please Don't Cry, par Timothy William Oliver
- C'est pas prudent, par Alice Dona
- The Christmas I Remember, par Craig Gildner

La bande originale sort en même temps que le film, sous le label Original Score :
1. Le temps d'aimer (3:21)
2. La guerre est finie (1:48)
3. Une nouvelle vie (1:30)
4. Le secret (2:24)
5. La lettre (3:03)
6. Le désir (1:36)
7. Mélancolie (2:14)
8. Menace (2:11)
9. Le baiser (1:41)
10. Halloween (2:29)
11. Madeleine (1:40)
12. La fin (3:21)

## Accueil

### Festivals et sorties
Le 13 avril 2023, Le Temps d'aimer fait partie de la liste des films de la sélection officielle au festival de Cannes, dans la section « Cannes Première ». Il est projeté en avant-première lors de la soirée du 20 mai 2023. Il est également sélectionné au festival du film de Cabourg, en juin, et au festival du film francophone d'Angoulême, le 27 août, où le film remporte deux Valois, l'un de diamant et l'autre du meilleur acteur pour Vincent Lacoste.

### Critiques
Véronique Cauhapé, du journal Le Monde, deux jours après la première projection du film au festival de Cannes, assure que « la réalisatrice signe un bouleversant film romanesque, avec Anaïs Demoustier et Vincent Lacoste. »
Fabien Lemercier, de Cineuropa, souligne que « le film décline avec beaucoup de sensibilité maîtrisée une variante modernisée, quasi naturaliste, des classiques du mélodrame. Accordant à chacun des protagonistes (excellemment interprétés) la même attention, Katell Quillévéré tisse très habilement en trois temps (précédés d’un prologue d’archives et suivi par un épilogue dans la lignée consolatrice des meilleurs films du genre) une œuvre comme on en voit maintenant peu, un récit où le bonheur fait du funambulisme au-dessus des gouffres, porté par un désir comme celui exprimé par Stefan Zweig dans Amok : “Seulement si tu t'enflammes, tu connaîtras le monde autour de toi ! Car au lieu seul où agit le secret, commence aussi la vie”. »
Quant à Sandra Onana, de Libération, elle écrit avoir assisté au film « en pure perte », avec « Anaïs Demoustier et Vincent Lacoste en couple dysfonctionnel ».
Dans L'Histoire, Antoine de Baecque note que « l'imagination, le travail du scénario, la forme du film achèvent et perfectionnent le processus cinématographique » avant de conclure : « Cela s'appelle un mélodrame historique, et Katell Quillévéré l'assume avec profondeur, parvenant à montrer un  amour qui circule malgré tous les interdits construits par la honte. ».

## Distinctions

### Récompenses
- Festival du film francophone d'Angoulême 2023[24] : 
  - Valois de diamant
  - Valois du meilleur acteur pour Vincent Lacoste

### Sélections
- Festival de Cannes 2023 : sélection « Cannes Première »
- Festival du film de Cabourg 2023 : sélection « Panorama »

### Documentation
- Fabien Lemercier, « Katell Quillévéré • Réalisatrice de Le Temps d’aimer : "Casser les codes esthétiques du mélodrame" » [interview], sur cineuropa.org, 23 mai 2023.